# Ingvild Stensland
Ingvild Stensland, född 3 augusti 1981 i Lyngdals kommun i Norge, är en norsk före detta fotbollsspelare.
Hon debuterade i Lyngdal IL och har efter det spelat för bland andra Kolbotn IL, Kopparbergs/Göteborg FC och Olympique Lyon.
Hon spelar sedan 2003 i Norges damlandslag i fotboll. I EM i fotboll för damer 2005 var Stensland med och tog silvermedalj för Norge. Hon spelade också i VM 2007, OS 2008, EM 2009 och VM 2011.